# Lamabagar
Lamabagar (nepalski: लामाबगर) – gaun wikas samiti w środkowej części Nepalu w strefie Dźanakpur w dystrykcie Dholkha. Według nepalskiego spisu powszechnego z 2001 roku liczył on 394 gospodarstw domowych i 1808 mieszkańców (878 kobiet i 930 mężczyzn).